# جغرافیای غذا
جغرافیای غذا یکی از رشته‌های جغرافیای انسانی است. بر الگوهای تولید و مصرف مواد غذایی در مقیاس محلی تا جهانی تمرکز دارد. ردیابی این الگوهای پیچیده به جغرافیدانان کمک می‌کند تا روابط نابرابر بین کشورهای توسعه یافته و در حال توسعه را در رابطه با نوآوری، تولید، حمل و نقل، خرده فروشی و مصرف مواد غذایی درک کنند. همچنین موضوعی است که به‌طور فزاینده ای در انظار عمومی مطرح می‌شود. جنبش برای اتصال مجدد «فضا» و «مکان» در سیستم غذایی در حال رشد است که توسط تحقیقات جغرافیدانان رهبری می‌شود.

## تاریخچه
تغییرات مکانی در شیوه‌های تولید و مصرف مواد غذایی برای هزاران سال مورد توجه قرار گرفته است. در واقع، افلاطون در مورد ماهیت مخرب کشاورزی هنگامی که به فرسایش خاک ناشی از دامنه‌های کوه‌های اطراف آتن اشاره کرد، اظهار داشت: «[در سال‌های گذشته] آتن محصولات بسیار فراوان‌تری داشت. در مقایسه با آنچه در آن زمان بود، فقط استخوان‌های بدن تلف شده باقی مانده است. تمام قسمت‌های غنی‌تر و نرم‌تر خاک از بین رفته و اسکلت زمین باقی مانده است.» جوامعی فراتر از جوامع یونان باستان، تحت فشار برای تغذیه جمعیت در حال گسترش تلاش کرده‌اند. مردم جزیره ایستر، مایاهای آمریکای مرکزی و اخیراً ساکنان مونتانا به دلیل چندین عامل مرتبط با زمین و مدیریت منابع، مشکلات مشابهی را در تولید تجربه کرده‌اند. این رویدادها به‌طور گسترده توسط جغرافی دانان و سایر افراد علاقه‌مند مورد مطالعه قرار گرفته است (مطالعه مواد غذایی به یک رشته محدود نمی‌شود و از طیف وسیعی از منابع متنوع مورد توجه قرار گرفته است).
جغرافی دانان مدرن در ابتدا بر غذا به عنوان یک فعالیت اقتصادی، به ویژه از نظر جغرافیای کشاورزی تمرکز داشتند. تا همین اواخر بود که جغرافی دانان توجه خود را به غذا به معنای وسیع تری معطوف کردند: «ظهور یک جغرافیای کشاورزی-غذایی که به دنبال بررسی مسائل در طول زنجیره غذایی یا درون سیستم‌های تأمین غذا است، تا حدی از تقویت آن ناشی می‌شود. رویکردهای اقتصاد سیاسی در دهه ۱۹۸۰».

## همپوشانی زمینه‌های تحصیلی
غذا هم از سوی علوم فیزیکی و هم علوم اجتماعی مورد توجه قرار گرفته است زیرا پلی بین دنیای طبیعی و اجتماعی است. برخی از اولین داده‌های عددی در مورد تولید مواد غذایی از منابع بوروکراتیک مرتبط با تمدن‌های باستانی مصر باستان و امپراتوری روم به دست آمده است. معامله گران همچنین در مستندسازی شبکه‌های مواد غذایی تأثیرگذار بوده‌اند. بازرگانان و بازرگانان اولیه هندی مکان پست‌های تجاری مرتبط با گره‌های تولید غذا را ترسیم کردند.

## تولید غذا
تولید غذا اولین عنصر غذایی بود که مورد توجه گسترده جغرافیدانان در زمینه جغرافیای فرهنگی، به ویژه در جغرافیای کشاورزی قرار گرفت.
در سطح جهانی، تولید مواد غذایی نابرابر است؛ زیرا دو جزء اصلی در تولید رزق و روزی دخیل هستند که به‌طور نامنظم نیز توزیع می‌شوند. این مولفه‌ها ظرفیت محیطی منطقه و ظرفیت انسانی است. ظرفیت زیست‌محیطی توانایی آن برای «انطباق با یک فعالیت خاص یا نرخ یک فعالیت بدون تأثیر غیرقابل قبول» است. آب و هوا، انواع خاک و در دسترس بودن آب بر آن تأثیر می‌گذارد. ظرفیت انسانی در رابطه با تولید غذا، اندازه جمعیت و میزان مهارت کشاورزی در آن جمعیت است. هنگامی که این دو در سطوح ایده‌آل قرار می‌گیرند و با سرمایه مالی مشارکت می‌کنند، همان‌طور که انقلاب سبز به وضوح نشان می‌دهد، ایجاد زیرساخت‌های کشاورزی شدید امکان‌پذیر است.
به‌طور همزمان، توانایی یک کشور برای تولید غذا به شدت تحت تأثیر عوامل متعدد دیگری قرار می‌گیرد:
آفات در برابر آفت کش‌ها مقاوم می‌شوند یا آفت کش‌ها ممکن است حشرات مفید و ضروری را از بین ببرند. نمونه‌هایی از این اتفاق در سراسر جهان رخ می‌دهد. تانزانیا در سال ۲۰۰۵ عفونت وحشتناکی از کرم‌های ارتشی را تجربه کرد. در اوج آلودگی، بیش از ۱۰۰۰ لارو در هر متر مربع وجود داشت. در سال ۲۰۰۹، لیبریا با حمله کرم‌های ارتشی آفریقایی که به یک بحران غذایی منطقه‌ای تبدیل شد، وضعیت اضطراری را تجربه کرد. کاترپیلارها از ۶۵ شهر عبور کردند و ۲۰۰۰۰ نفر مجبور به ترک خانه‌ها، بازارها و مزارع خود شدند. خسارات این چنینی بسته به اندازه و مدت آن می‌تواند میلیون‌ها تا میلیاردها هزینه داشته باشد و اثرات شدیدی بر امنیت غذایی داشته باشد. فائو یک تیم بین‌المللی به نام بخش تولید و حفاظت گیاهی ایجاد کرده است که تلاش می‌کند «اعتماد به آفت‌کش‌ها را کاهش دهد» و «نشان دهد که استفاده از آفت‌کش‌ها اغلب می‌تواند به میزان قابل توجهی کاهش یابد بدون اینکه بر عملکرد یا سود کشاورزان تأثیر بگذارد»، و سایر مناطق آسیب دیده

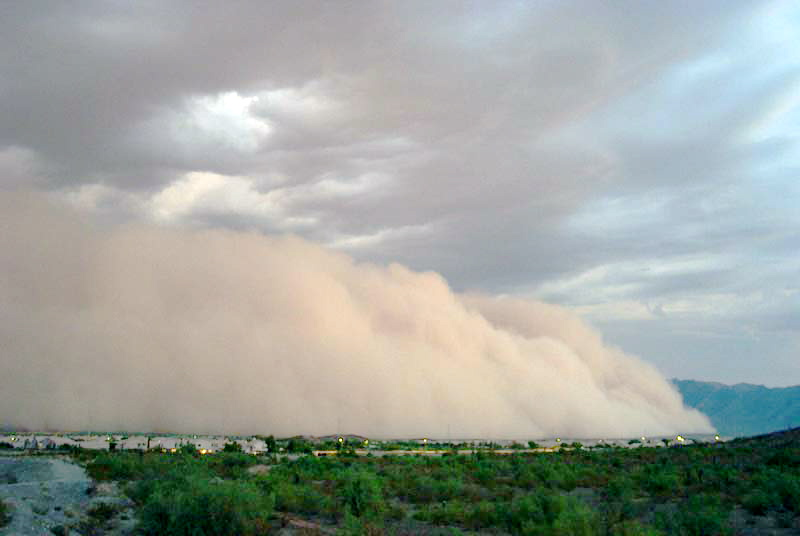
فرسایش بادی بادی در فینیکس، آریزونا، ایالات متحده آمریکا در ۲۲ اوت ۲۰۰۳.

تنش آبی، بیابان زایی و فرسایش منجر به از دست رفتن زمین‌های قابل کشت می‌شود. شیوه‌های کشاورزی از بخش عمده ای از آب شیرین زمین استفاده می‌کنند - تا ۷۰ درصد - و پیش‌بینی می‌شود این اعداد تا سال ۲۰۲۵ ۵۰ تا ۱۰۰ درصد افزایش یابد. کشورها مجبور هستند بیش از هر زمان دیگری آب را برای آبیاری زمین خود منحرف کنند. سدهای برق آبی و پروژه‌های کلان کانال در حال تبدیل شدن به استاندارد جدیدی برای کشورهایی مانند مصر هستند که دیگر نمی‌توانند به بارندگی یا چرخه‌های طبیعی سیل وابسته باشند. این کمبود آب همچنین باعث درگیری بین کشورهای همسایه می‌شود زیرا آنها با سطح فزاینده ای از کمبود آب زندگی می‌کنند. پاسخ‌های سیاستی به این رویدادها می‌تواند به منظور تقویت رشد اجتماعی-اقتصادی، وضعیت سلامت انسان و پایداری زیست‌محیطی این مناطق اجرا شود. ترکیب محدودیت‌های فعلی با آب و انتقال از شیوه‌هایی مانند زراعت جنگل‌داری و تغییر کشت، با تضعیف ترکیب خاک و قرار دادن مناطق بزرگ‌تری از زمین در معرض باد مخرب، زمین را مستعد فرسایش بادی می‌کند. فرسایش بادی عمدتاً بر مناطق متروکه تأثیر می‌گذارد، کیفیت هوا را کاهش می‌دهد، منابع آب را آلوده می‌کند و حاصلخیزی زمین‌های مجاور را محدود می‌کند.
تغییرات آب و هوایی در حال ایجاد الگوهای آب و هوایی شدیدتر است و تخمین زده می‌شود که شیوه‌های کشاورزی بین ۱۰ تا ۱۲ درصد از انتشار گازهای گلخانه‌ای را موجب شوند. گرمایش نرخ بیابان زایی را که قبلاً ذکر شد افزایش می‌دهد و فعالیت حشرات و مناطق کشاورزی در نزدیکی خط استوا ممکن است از بین برود. با این حال، به دلیل گرم شدن ناهمواری که احتمالاً رخ خواهد داد، انتظار می‌رود عرض‌های جغرافیایی بالاتر با سرعت بیشتری نسبت به سایر مناطق کره زمین گرم شوند. دانشمندان اکنون این ایده را ارائه می‌دهند که مناطقی در کانادا و سیبری ممکن است برای کشاورزی در مقیاس صنعتی مناسب شوند و این مناطق می‌توانند هر زمین کشاورزی را که در خط استوا از بین می‌رود، محاسبه کنند. برآوردهای محافظه کارانه جابجایی محصولات سنتی (ذرت، غلات، سیب زمینی) به سمت شمال را ۵۰ تا ۷۰ کیلومتر در دهه نشان می‌دهد. همچنین اعتقاد بر این است که محصولات غیر سنتی (توت، آفتابگردان، خربزه) می‌توانند در بخش‌های جنوبی این کشورها ایجاد شوند. تغییرات در آب و هوا ممکن است انسان‌ها را مجبور به سازگاری، اتخاذ شیوه‌های جدید، و تغییر عادات قدیمی برای ارتقای موفقیت در عصر نامشخص تغییرات آب و هوایی پیش رو کند.

## مصرف مواد غذایی
انتقادها از سیستم غذایی صنعتی در رابطه با ناتوانی آن در ارائه غذای مغذی، سازگار با محیط زیست و عادلانه برای جمعیت جهان در تاریخ اخیر افزایش یافته است. سیستم‌هایی که در حال حاضر وجود دارند بر ارائه غذای نسبتاً ارزان به میلیون‌ها نفر متمرکز هستند، اما اغلب از نظر تخریب آب و خاک، ناامنی غذایی محلی، رفاه حیوانات، چاقی فزاینده و مشکلات مرتبط با سلامت، و رو به زوال جوامع روستایی برای زمین هزینه دارند. تغییرات در رژیم غذایی و شیوه‌های مصرف در مقیاس جهانی و منطقه‌ای با افزایش جمعیت و قحطی‌های گسترده در دهه ۱۹۶۰ و شورش‌های غذایی ۲۰۰۷–۲۰۰۸ در ۶۰ کشور مختلف، مورد توجه جغرافی‌دانان و اقتصاددانان قرار گرفت. تا حدی به دلیل این رویدادها، تفاوت در کالری دریافتی غذا و ترکیب یک رژیم غذایی متوسط برای بسیاری از کشورها از دهه ۱۹۶۰ تخمین زده و نقشه‌برداری شده است.
کانادا، ایالات متحده آمریکا و اروپا با میانگین مصرف سرانه حدود ۳۴۰۰ کالری در روز بیشترین میزان کالری را مصرف می‌کنند. میزان کالری دریافتی روزانه برای مردان و زنان ساکن در این مناطق به ترتیب ۲۵۰۰ و ۲۰۰۰ کالری است. مطالعات متمرکز بر الگوهای مصرف در این مناطق مقصر افزایش دریافت کالری در مصرف نوشابه و فست فود و کاهش فعالیت بدنی است. بسیاری از کشورهای در حال توسعه شروع به پیروی از رهبران در افزایش دریافت کالری کرده‌اند، زیرا به دلیل افزایش دسترسی به این اقلام پر تأثیر، توسعه می‌یابند. افزایش وزن و مشکلات سلامتی مرتبط با آن مانند فشار خون بالا، کلسترول بالا، مشکلات قلبی و دیابت به میزان سرسام آوری ثبت شده است.
در سطح جهانی، مصرف هنوز به شدت نابرابر است، به‌طوری که مناطقی مانند جنوب صحرای آفریقا هنوز برخی از پایین‌ترین نرخ‌های دریافت کالری سرانه را دارند که اغلب کمتر از سطوح توصیه شده است. بیشتر این امر به دلیل عدم دسترسی به غذاهای خاص است، که عامل اصلی این است که چرا بسیاری از جمعیت کم تغذیه در این منطقه قرار دارند. در جهان امروز بیش از ۸۰۰ میلیون نفر دچار سوء تغذیه هستند. جمهوری دموکراتیک کنگو با ۱۸۰۰ کالری روزانه کمترین میانگین را دارد. با این حال، میانگین‌ها محدوده نابرابری بین بهترین و بدترین افراد تغذیه شده در یک منطقه را نشان نمی‌دهد. در حال حاضر اقداماتی برای کاهش نابرابری کالری در حال انجام است. در بخش‌هایی از آفریقای جنوبی، به دلیل مطالعه‌ای که از سال ۱۹۹۱ تا ۲۰۰۲ انجام شد، دولت سیستم برق‌رسانی گسترده‌ای را با کمک هزینه برق رایگان اجرا کرد که نشان می‌داد در صورت دسترسی به برق، عادات مصرف در روستاها افزایش می‌یابد. دسترسی به الکتریسیته باعث می‌شود زمان کمتری صرف کارهای ساده مانند جمع‌آوری هیزم شود و زمان بیشتری برای کارهای سطح بالاتری که می‌توانند درآمد را افزایش دهند، صرف شود. در واقع، روستاها اغلب از کمک هزینه برق خود فراتر می‌رفتند.